# Bam Adebayo
Edrice Femi Adebayo, detto Bam (Newark, 18 luglio 1997), è un cestista statunitense con cittadinanza nigeriana, di ruolo centro e ala grande, professionista nella NBA con i Miami Heat.
Ha giocato a basket collegiale per i Kentucky Wildcats prima di essere scelto alla 14ª scelta assoluta nel draft NBA del 2017 dai Miami Heat.

## Caratteristiche tecniche
Adebayo è ottimo su entrambi i fronti, ma specialmente in difesa, anche perimetrale. Si distingue per la capacità di difendere contro tutti e 5 i ruoli, nonostante le sue dimensioni. Sa giocare in post e impostare l'attacco. Per la sua posizione, infatti, è un notevole passatore ed è diventato affidabile nei tiri dalla media.

## Carriera

### Gioventù e high school
È nato il 18 luglio 1997 a Newark, nel New Jersey. Da bambino gli fu dato il soprannome di "Bam Bam" da sua madre quando, mentre guardava i Flintstones all'età di un anno, si atteggiava su un tavolino in modo simile al personaggio dello spettacolo Bam-Bam Rubble. Bam è di origine yoruba.
Ha frequentato la Northside High School di Pinetown, nella Carolina del Nord. All'epoca del basket liceale ha una media di 32,2 punti e 21 rimbalzi a partita. Durante l'estate, Adebayo si è unito al suo team del Athletic Union (AAU) insieme al collega Dennis Smith Jr. Ha segnato in media 15,0 punti e 10 rimbalzi per partita nel torneo dell'Adidas Uprising. Più tardi quell'estate Adebayo ha gareggiato al NBPA Top 100 Camp ed è stato nominato MVP nella partita Under Armour Elite 24 del 2015.
Nel suo debutto stagionale ha segnato 22 punti e 17 rimbalzi nella vittoria per 81–39 contro la New Garden Friends School. Il 29 dicembre, ha segnato 26 punti e 14 rimbalzi in una vittoria per 91–63 contro la Cypress Lakes High School guidata da De'Aaron Fox. Da senior, Adebayo ha segnato in media 18,9 punti, 13 rimbalzi, 1,4 stoppate e 1,5 assist per partita, e ha portato la sua squadra alla vittoria del campionato di stato NCISAA.
Adebayo è stato valutato come una scelta a cinque stelle e considerato uno dei migliori prospetti delle scuole superiori del draft 2016. Adebayo è stato classificato come scelta generale n. 5 con potere di avanzamento fino alla n. 2 nella classe 2016 del liceo .

### Carriera collegiale
Il 17 novembre 2015 si è iscritto all'Università del Kentucky insieme alle altre matricole Malik Monk, De'Aaron Fox e Wenyen Gabriel. Il 7 dicembre 2016, Adebayo ha registrato 16 punti e 7 rimbalzi in una vittoria 87-67 contro i Valparaiso Crusaders. Il 21 febbraio 2017, Adebayo ha segnato 22 punti e 15 rimbalzi nella vittoria contro Missouri Tigers in una partita conclusa 72-62.

### Carriera professionistica

#### Miami Heat (2017–oggi)
Al Draft NBA 2017 viene selezionato con la quattordicesima scelta assoluta dai Miami Heat. Il 1º luglio, Adebayo ha firmato il suo contratto da rookie con gli Heat, e si è unito alla squadra per la NBA Summer League 2017. Nella sua stagione da rookie, Adebayo è apparso in 69 partite per gli Heat e ha segnato in media 6,9 punti e 5,5 rimbalzi a partita.
Il 7 dicembre 2018 ha fatto registrare 22 punti e 10 rimbalzi in una vittoria 115-98 sui Phoenix Suns. Il 28 dicembre, Adebayo ha segnato 18 punti in una vittoria 118–94 contro i Cleveland Cavaliers. Il 16 dicembre 2019 viene nominato giocatore della settimana ad Est. Il 15 febbraio 2020 vince la Skills Challenge durante l'All Star Weekend di Chicago.

## Statistiche

### NCAA
| Anno      | Squadra           | PG | PT | MP   | TC%  | 3P% | TL%  | RP  | AP  | PRP | SP  | PP   |
| --------- | ----------------- | -- | -- | ---- | ---- | --- | ---- | --- | --- | --- | --- | ---- |
| 2016-2017 | Kentucky Wildcats | 38 | 38 | 30,2 | 59,9 | 0,0 | 65,3 | 8,0 | 0,8 | 0,7 | 1,5 | 13,0 |
| Carriera  | Carriera          | 38 | 38 | 30,2 | 59,9 | 0,0 | 65,3 | 8,0 | 0,8 | 0,7 | 1,5 | 13,0 |

#### Massimi in carriera
- Massimo di punti: 25 vs Mississippi (29 dicembre 2016)[15]
- Massimo di rimbalzi: 18 vs Northern Kentucky (17 marzo 2017)
- Massimo di assist: 5 vs California-Los Angeles (24 marzo 2017)
- Massimo di palle rubate: 4 vs Florida (4 febbraio 2017)
- Massimo di stoppate: 4 vs California-Los Angeles (3 dicembre 2016)
- Massimo di minuti giocati: 39 vs Alabama (11 marzo 2017)

### NBA

#### Regular Season
| Anno      | Squadra    | PG  | PT  | MP   | TC%  | 3P%  | TL%  | RP   | AP  | PRP | SP  | PP   |
| --------- | ---------- | --- | --- | ---- | ---- | ---- | ---- | ---- | --- | --- | --- | ---- |
| 2017-2018 | Miami Heat | 69  | 19  | 19,8 | 51,2 | 0,0  | 72,1 | 5,5  | 1,5 | 0,5 | 0,6 | 6,9  |
| 2018-2019 | Miami Heat | 82  | 28  | 23,3 | 57,6 | 20,0 | 73,5 | 7,3  | 2,2 | 0,9 | 0,8 | 8,9  |
| 2019-2020 | Miami Heat | 72  | 72  | 33,6 | 55,7 | 14,3 | 69,1 | 10,2 | 5,1 | 1,1 | 1,3 | 15,9 |
| 2020-2021 | Miami Heat | 64  | 64  | 33,5 | 57,0 | 25,0 | 79,9 | 9,0  | 5,4 | 1,2 | 1,0 | 18,7 |
| 2021-2022 | Miami Heat | 56  | 56  | 32,6 | 55,7 | 0,0  | 75,3 | 10,1 | 3,4 | 1,4 | 0,8 | 19,1 |
| 2022-2023 | Miami Heat | 75  | 75  | 34,6 | 54,0 | 8,3  | 80,6 | 9,2  | 3,2 | 1,2 | 0,8 | 20,4 |
| 2023-2024 | Miami Heat | 71  | 71  | 34,0 | 52,1 | 35,7 | 75,5 | 10,4 | 3,9 | 1,1 | 0,9 | 19,3 |
| 2024-2025 | Miami Heat | 78  | 78  | 34,3 | 48,5 | 35,7 | 76,5 | 9,6  | 4,3 | 1,3 | 0,7 | 18,1 |
| Carriera  | Carriera   | 567 | 463 | 30,6 | 53,7 | 31,4 | 75,6 | 8,9  | 3,6 | 1,1 | 0,9 | 15,7 |
| All-Star  | All-Star   | 2   | 0   | 17,5 | 85,7 | -    | -    | 1,0  | 1,0 | 0,0 | 0,0 | 6,0  |

#### Play-off
| Anno     | Squadra    | PG | PT | MP   | TC%  | 3P%  | TL%  | RP   | AP  | PRP | SP  | PP   |
| -------- | ---------- | -- | -- | ---- | ---- | ---- | ---- | ---- | --- | --- | --- | ---- |
| 2018     | Miami Heat | 5  | 0  | 15,4 | 46,7 | 0,0  | 21,4 | 4,0  | 0,0 | 0,0 | 0,4 | 3,4  |
| 2020     | Miami Heat | 19 | 19 | 36,2 | 56,4 | 0,0  | 78,3 | 10,3 | 4,4 | 1,0 | 0,8 | 17,8 |
| 2021     | Miami Heat | 4  | 4  | 34,0 | 45,6 | -    | 76,9 | 9,3  | 4,3 | 1,3 | 0,5 | 15,5 |
| 2022     | Miami Heat | 18 | 18 | 34,1 | 59,4 | 0,0  | 76,3 | 8,0  | 2,7 | 1,0 | 0,7 | 14,8 |
| 2023     | Miami Heat | 23 | 23 | 37,0 | 48,1 | 0,0  | 82,1 | 9,9  | 3,7 | 0,9 | 0,7 | 17,9 |
| 2024     | Miami Heat | 5  | 5  | 38,4 | 49,5 | 20,0 | 71,4 | 9,4  | 3,8 | 0,4 | 0,0 | 22,6 |
| 2025     | Miami Heat | 4  | 4  | 38,3 | 43,8 | 33,3 | 63,6 | 11,0 | 4,3 | 1,0 | 0,3 | 17,5 |
| Carriera | Carriera   | 78 | 73 | 34,7 | 51,7 | 24,3 | 75,7 | 9,2  | 3,5 | 0,9 | 0,6 | 16,4 |

#### Massimi in carriera
- Massimo di punti: 41 vs Brooklyn Nets (23 gennaio 2021)[16]
- Massimo di rimbalzi: 21 vs Toronto Raptors (25 novembre 2018)
- Massimo di assist: 11 (4 volte)
- Massimo di palle rubate: 6 vs Los Angeles Lakers (7 novembre 2019)
- Massimo di stoppate: 5 (2 volte)
- Massimo di minuti giocati: 46 vs Boston Celtics (29 maggio 2022)

## Palmarès
- McDonald's All-American (2016)
- NBA Skills challenge (2020)
- Convocazioni per l'All-Star Game: 3

2020, 2023, 2024
- NBA All-Defensive Team: 5

First Team: 2024
Second Team: 2020, 2021, 2022, 2023